# Eores
Les Eores (en grec antic: αἰώρα o ἐώρα, derivat d'ἀείρω 'penjar') eren unes festes celebrades a Atenes que se celebraven en honor d'Erígone, filla d'Icari. Consistien en una sèrie de sacrificis i banquets durant els quals es penjaven ninots i es cantava una cançó, anomenada aletis (ἀλῆτις).
El motiu de l'acte característic d'aquestes festes variava. Segons Gai Juli Higí, el seu origen era el següent: Icari havia estat mort pels pastors a qui havia donat vi, perquè que en desconeixien els efectes i van creure que els havia donat verí. Erígone, la seva filla, guiada per un gos, va trobar el cadàver del seu pare, a qui havia estat cercant durant molt de temps, i, pregant els déus que totes les donzelles ateneses morissin de la mateixa manera que ella, es va penjar. Després dels fets, moltes donzelles d'Atenes es van penjar sense motius aparents, i quan es va consultar l'Oracle de Delfos els va dir que Erígone i Icari havien de ser propiciats amb un festival.
Segons l'Etymologicum Magnum, el festival se celebrava en honor d'Erígone, la filla d'Egist i de Clitemnestra, que va anar a Atenes a presentar càrrecs contra Orestes davant de l'Areòpag acusant-lo de matricidi. Quan Orestes va ser absolt, es va penjar, amb els mateixos desitjos que la filla d'Icari i les mateixes conseqüències. Eustaci anomena la noia no pas Erígone, ans Eora, i Hesiqui, per la seva banda, diu que es feia en honor del tirà Temaleu, sense explicar-ne els motius.
El festival també s'anomenava Aletis (ἀλῆτις, 'vagabunda, errant'), segons sembla per la recerca que havia fet Erígone del seu pare Icari. Aletis era el nom de la cançó que cantaven les persones mentre els ninots es balancejaven, i es deia que era escrit de Teodor de Colofó. És probable que les noies ateneses la cantassin en honor d'Erígone, tot fent moviments rítmics durant les cerimònies.